# Scopula curvimargo
Scopula curvimargo är en fjärilsart som beskrevs av W. Warren 1900. Scopula curvimargo ingår i släktet Scopula och familjen mätare. Inga underarter finns listade.

## Bildgalleri

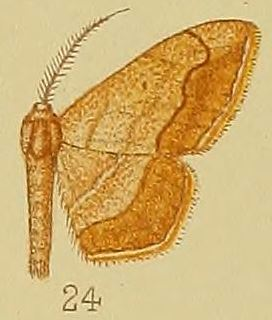